# Trithemis aequalis
Trithemis aequalis – gatunek ważki z rodziny ważkowatych (Libellulidae).